# Рейд Шарпантье
Рейд Шарпантье — 800-километровый рейд конной группы генерала Н. Р. Шарпантье по Иранскому Азербайджану и Турецкой Армении в ходе кампании 1915 года на Персидском театре и Кавказском фронте.

## Подготовка
Операция была предпринята по инициативе командующего Кавказской армией генерала Н. Н. Юденича, для облегчения положения Азербайджанского отряда, который вел борьбу с турецкими войсками и племенами курдов.
Юденич полагал, что «появление внушительной массы регулярной конницы среди воинственных курдских племен, её стройное и бесконечное движение — произведут сильное впечатление на полудикарей», заставив их надолго отказаться от враждебных действий против России, а также помогут быстрее очистить район озера Урмия от турок.
Отряд Шарпантье должен пройти вокруг озера от Тавриза до Урмии, произвести впечатление на жителей, а в случае сопротивления наносить необходимые удары. Азербайджанскому отряду генерала Ф. Г. Чернозубова ставилась задача разгромить силы Халил-бея и изгнать турок с персидской территории. По завершении операции пехотные части Азербайджанского отряда и конная группа должны были присоединиться к 4-му Кавказскому армейскому корпусу, готовившемуся наступать на Манцикерт.
Для выполнения операции были назначены Кавказская кавалерийская дивизия генерал-лейтенанта Шарпантье, получавшего общее командование отрядом, и 3-я Забайкальская казачья бригада генерала К. Н. Стояновского, перевезенная по железной дороге из Карса в Джульфу, а затем пришедшая в Тавриз.
Наиболее серьёзной проблемой для организации похода большого количества конницы было снабжение фуражом, в особенности, сеном, громоздким для транспортировки. Частично эта проблема снималась тем обстоятельством, что рейд проходил в мае, когда трава в предгорьях ещё не была полностью выжжена солнцем, а в местах прохождения группы было достаточное количество ячменя.
6 (19) мая конная группа в составе 36 эскадронов и сотен, 12 горных, 10 конных орудий, 8 пулеметов, сосредоточилась в Тавризе. Там части простояли до 10 (23) мая, занимаясь организацией верблюжьего транспорта для подвоза патронов, поскольку почти весь колесный обоз остался в тылу.

## Рейд
9 (22) мая выступила Забайкальская казачья бригада, шедшая в авангарде, а на следующий день — Кавказская кавалерийская дивизия. Двигаясь на юг, вдоль берега Урмии, отряд 12—13 (25—26) мая собрался у Миандоаба. Эти два дня были затрачены на переправу через реку Джагату, которая в мае разливалась в ширину до полуверсты и не имела бродов.
Переправившись, весь отряд сосредоточился у Миандоаба, 14 (27) мая двинулся на Соуч-Булаг, в районе селения Амирабад встретил отряд из 10 рот турецкой пехоты и несколько сотен курдов, которых дивизия Шарпантье легко опрокинула и преследовала до темноты.
15 (28) мая после небольшой перестрелки был занят Соуч-Булаг, который покинули почти все жители. Здание русского консульства, подожженное курдами, догорало, самого консула полковника Яса курды убили за несколько дней до прихода русских, а его голову возили на пике по соседним селениям.
17 (30) мая отряд занял Негеде, на следующий день подошёл к Ошневие, где турецкий жандармский батальон и курды оказали более сильное сопротивление, но были разбиты и бежали в направлении Мосула. 20 мая (2 июня) группа повернула на север, за два перехода по горным тропам достигла Урмии, заняв которую, стояла там в течение недели. На этом задача очищения приурмийского района была выполнена. Войска Халил-бея спешно отступили на турецкую территорию, преследуемые русской пехотой.

Движение конной массы произвело колоссальное впечатление на полудиких курдов и вообще на все население района. Длительное, стройное движение массы конницы с большим количеством артиллерии и пулеметов, бесконечными колоннами, в воображении местного населения приняло грандиозные размеры.— Масловский Е. В. Мировая война на Кавказском фронте, с. 164.
Чернозубов оттянул отряд Шарпантье к Дильману, откуда, после тщательной подготовки 1—3 (14—16) июня конница 4-го (17-го) двинулась к Вану, куда прибыла 6 (19) июня. Оттуда она 10-го (23-го) выступила вдоль восточного и северного берега озера Ван и 13-го (26-го) прибыла в Адильджеваз. На пути от Дильмана не было ни одного столкновения с курдами.

## Итоги
Демонстрация русской военной мощи заставила курдов на некоторое время присмиреть и позволила перебросить пехоту Азербайджанского отряда для участия в сражении при Манцикерте, однако, русские эмигрантские мемуаристы несколько преувеличивают впечатление, которое было произведено на «полудикарей», которым генерал Масловский дает весьма выразительную характеристику:

Курды — народ примитивный, дикий, на очень низкой степени культуры; они кочевники, хищники и не обладают рыцарскими чертами, что так часто отличает кочевников. Упорного боя они не принимают, действуют в конном строю и спешенно ведут бой только на дальних дистанциях; но если они в очень большом превосходстве, то делаются смелыми; пленных не берут и раненых добивают, предварительно изуродовав.— Масловский Е. В. Мировая война на Кавказском фронте, с. 27.
Уже в сентябре, когда летняя жара начала спадать, и появились слухи о предстоящем новом турецком вторжении, курды оживились и начали обстрелы казачьих патрулей. Забайкальская бригада, переброшенная в Азербайджан в июле, по завершении сражения при Манцикерте, к концу года втянулась в постоянные стычки с разбойниками.